# Federaal district Krim
Het federaal district Krim (Russisch: Кры́мский федера́льный о́круг; Krymski federalny okroeg) was een federaal district van Rusland. Het bestuurlijke centrum was Simferopol. Het district werd in maart 2014 opgericht na de Russische annexatie van de Krim. Op 28 juli 2016 werd het toegevoegd aan het Zuidelijk Federaal District.

## Geografie
Het district grensde in het oosten aan de Straat van Kertsj, aan de andere kant van deze straat lag het Zuidelijk Federaal District van Rusland, in het noorden grensde het district aan Oekraïne, waar het gebied tot de Russische annexatie in maart 2014 toe behoorde.

## Bestuurlijke indeling
| Nr. | Vlag | Gebied                | Type           | Bestuurlijk centrum | Oppervlakte (km²) | Inwoners (c. 2002) |
| --- | ---- | --------------------- | -------------- | ------------------- | ----------------- | ------------------ |
| 1   |      | Republiek van de Krim | aut. republiek | Simferopol          | 26.000 km²        | 1.967.200          |
| 2   |      | Sebastopol            | federale stad  | Sebastopol          | 1079 km²          | 385.900            |

## Grote steden
- Bachtsjysaraj
- Feodosija
- Goerzoef
- Jalta
- Kertsj
- Sebastopol
- Simferopol

## Politieke situatie
Op 6 maart 2014 stemde het Krimse parlement in met een decreet dat bepaalde dat de Krim een deel van Rusland zou worden. Op 18 maart 2014 werd door Rusland officieel bekendgemaakt dat de Krim door Rusland was geannexeerd. Het gebied werd omgevormd tot het negende federale district. Op 20 maart keurde de Russische Doema de betreffende wetten en een dag later werd de juridische annexatie afgerond door het ondertekenen ervan door de Russische president Vladimir Poetin. Deze annexatie wordt buiten Rusland alleen erkend door Wit-Rusland.